# Red Force
Red Force ist eine Achterbahn (Launched Coaster) im spanischen Freizeitpark Ferrari Land der PortAventura World in Salou. Die vom Hersteller Intamin gebaute Stahlachterbahn ist mit 112 Metern die höchste Achterbahn Europas und gehört zu den höchsten der Welt.
Die Züge werden mittels eines LSM-Abschusses innerhalb von 5 Sekunden von 0 auf 180 km/h beschleunigt.